# インディペンデントシアターOji

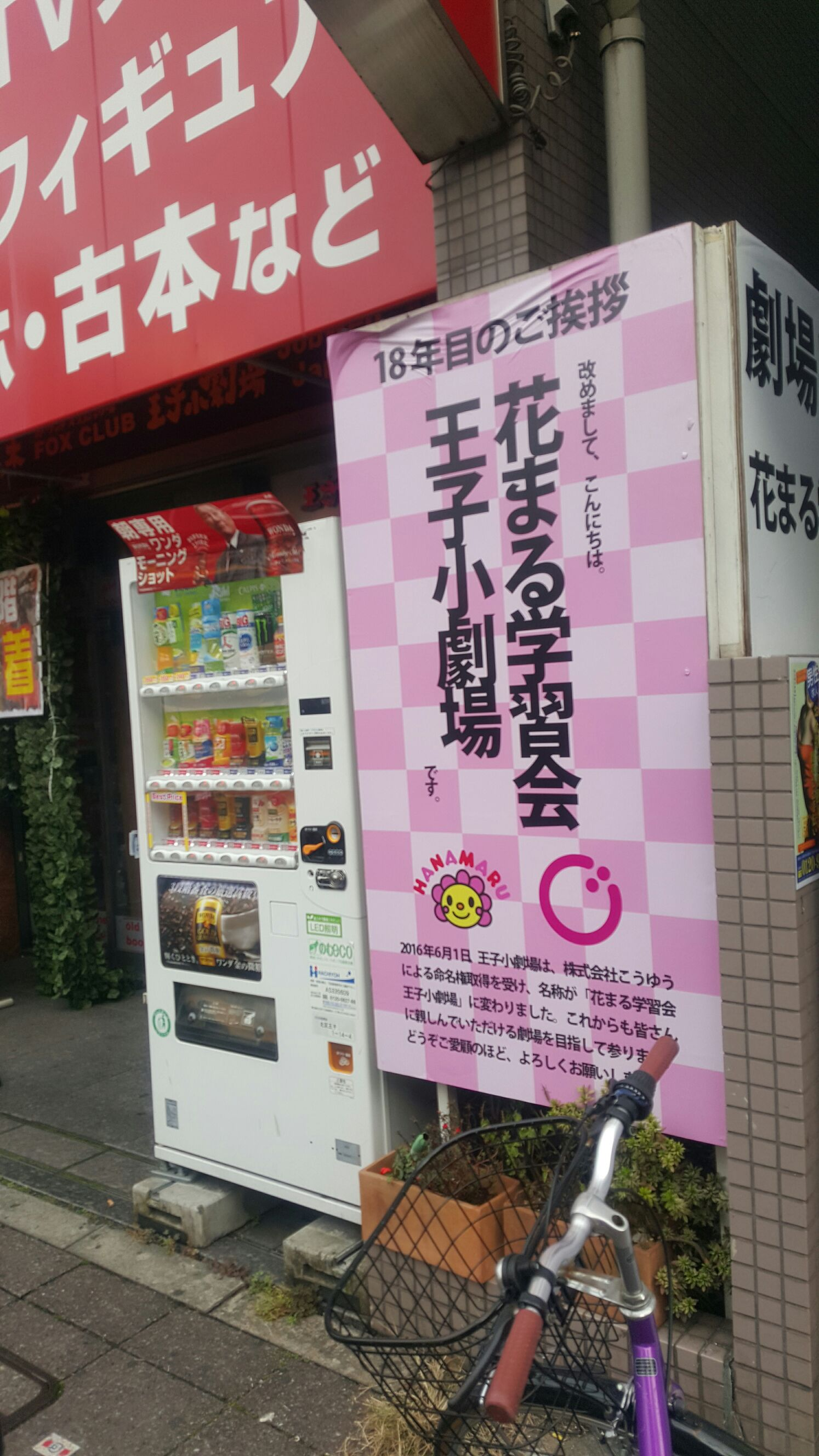
「王子小劇場」時代にネーミングライツ名称を知らせる看板

インディペンデントシアターOji（インディペンデントシアターおうじ、英: in→dependent theatre Oji）は、東京都北区王子にあるフラットスペース型の劇場である。2025年3月までの名称は、王子小劇場（）、および花まる学習会王子小劇場（）。

## 歴史
王子駅前にある佐藤電機の店舗と倉庫を立て替え、地下を倉庫にするという計画を聞いた佐藤孝治が、駅前に倉庫はもったいないと考え、「この場所に劇場を創るべきだ」と一念発起。初代王子小劇場代表・芸術監督となる玉山悟とともに立ち上げた。
1998年7月に「王子小劇場」として開場。現代演劇や舞踊の舞台として用いられるほか、学生観劇支援事業（スカラシップ）、演出家養成支援事業（ディレクターズワークショップ）など支援事業にも取り組み、また、2010年から2023年までは小劇場では珍しく芸術監督を置いていた。キャッチフレーズは「たたかう劇場」。佐藤電機の子会社である佐藤商事の一事業として運営された。
このほか地域還元プロジェクトとして王子落語会（年2回）、シアタープロレス、北区民と演劇を作るプロジェクト（北区文化振興財団との共催）も行っている。
2008年には佐藤電機が、「王子小劇場の運営と、若手劇団への支援」が評価され企業メセナ協議会メセナアワードでメセナ大賞部門・たたかう劇場賞を受賞する。
2014年に2代目芸術監督に北川大輔を迎え、「劇場は、潰れます。」（2016年、劇場支援会員募集）のコピーが話題となった。
2016年4月、こうゆうとネーミングライツ販売について基本合意。同年6月1日から「花まる学習会王子小劇場」の名称となる。当初の3年から契約延長を経た後、2022年1月1日からネーミングライツ契約終了により再び「王子小劇場」に変更した。
2024年9月、翌年の運営会社変更を発表。2025年4月1日、大阪市で劇場・インディペンデントシアターグループを展開するジャングルによる運営へ移行し、それに伴ってリニューアルされるとともに劇場名も「インディペンデントシアターOji」へと改称された。新運営体制の下でも「たたかう劇場」というフレーズは引き継がれている。また、劇場が近隣で運営していたスタジオ「王子スタジオ1」も同日にイマジリックが承継して引き続き運営される。

## 芸術監督
- 玉山悟（2010年10月 - 2014年3月）[13]
- 北川大輔（2014年4月 - 2018年3月）[14]
- 池亀三太（2018年4月 - 2022年4月）[15]
- 大石晟雄（2022年4月 - 2023年9月）[15]

## 制定

### 佐藤佐吉賞
- 王子小劇場が制定する演劇賞。作品賞、脚本賞、演出賞、舞台美術賞、照明賞、音響賞、衣装賞、宣伝美術賞、主演俳優賞、助演俳優賞[注釈 2]の10部門（年度により特別賞がある場合あり）。旧称は王子小劇場アワード。翌年の新年会にて発表、表彰式が行われる。

### 佐藤佐吉演劇祭
- 王子小劇場が開催する演劇の祭典。2004年から2年に一度、春ごろに開催される。

## アクセス
王子駅より徒歩5分。
JR京浜東北線は「北口」。東京メトロ南北線は「4番出口」から、それぞれ北本通りを直進。